# Rafael Arnold
Rafael D. Arnold (* 1968 in Stuttgart) ist ein deutscher Romanist.

## Leben
Rafael Arnold wurde 1968 in Stuttgart geboren und absolvierte dort 1987 sein Abitur. Zwei Jahre später wechselte er zum Romanistikstudium an die Universität Heidelberg, außerdem studierte er an der Hochschule für Jüdische Studien und führte eine Studienreise nach Rom, Madrid und Venedig. 1996 schloss er das Studium als Magister artium ab. Die beiden folgenden Jahre verbrachte er mit Hilfe eines Stipendiums am Deutschen Studienzentrum in Venedig. Nachdem er 2002 durch das Promotionsstipendium Baden-Württembergs in Heidelberg mit der Schrift Spracharkaden: Die Sprache der sephardischen Juden in Italien im 16. und 17. Jahrhundert zum Doktor der Philologie promoviert worden war, wurde er wissenschaftlicher Mitarbeiter und Assistent Jutta Langenbacher-Liebgotts an der Universität Paderborn, später Juniorprofessor. 2010 berief ihn die Universität Rostock zum Romanistikprofessor.
Arnolds Forschungsschwerpunkte sind Lexikologie beziehungsweise Lexikographie, Sprachgeschichte, Varietätenlinguistik, Judenspanisch und Sprachkontakte. Außerdem befasst er sich mit Orthographie und übersetzt aus der hebräischen Sprache in die romanische.

## Werke (Auswahl)

### Monografien, Sammelbände, Herausgeberschaften
- Gianfrancesco Pico Della Mirandola / Pietro Bembo: De imitatione / Briefe über die Nachahmung. (= Bibliotheca Neolatina; 14). Heidelberg: Manutius Verlag, 2021 (zus. m. Christiane Reitz).
- Romanistik in Rostock. Beiträge zum 600. Universitätsjubiläum. Rostocker Studien zur Universitätsgeschichte, Bd. 32. Rostock: Books on Demand, 2019 (zus. m. Albrecht Buschmann, Steffi Morkötter u. Stephanie Wodianka).
- Der Rostocker Gelehrte Oluf Gerhard Tychsen (1734–1815) und seine internationalen Netzwerke. Hannover: Wehrhahn Verlag, 2019 (zus. m. Michael Busch / Hans-Uwe Lammel / Hillard von Thiessen).
- Jüdische Übersetzer – als Akteure interkultureller Transformationen. Heidelberg: Universitätsverlag Winter, 2019.
- Es brennt alles wie Schwefel im Feuer – Eine anonym verfasste Apologie des Judentums aus dem 18. Jahrhundert in italienischer Sprache. Hamburg: Verlag Dr. Kovač, 2018.
- Luís de Camões: Dramen und Briefe. Berlin: Elfenbein Verlag, 2015 (zus. m. Hans-Joachim Schaeffer).
- Luís de Camões: Com que voz? Mit welcher Stimme. Übersetzungen aus vier Jahrhunderten. Berlin: Elfenbein Verlag, 2013.
- Niccolò Machiavelli: Der Fürst [Il Principe]. Wiesbaden: Marix Verlag, 2015.
- Luís de Camões: Os Lusíadas – Die Lusiaden. Berlin: Elfenbein Verlag, 1999 (zus. m. Hans-Joachim Schaeffer).
- Luís de Camões: Sämtliche Gedichte. Berlin: Elfenbein Verlag, 2008 (zus. m. Hans-Joachim Schaeffer).
- Leon Modena: Jüdische Riten, Sitten und Gebräuche. Wiesbaden: Marix Verlag, 2007.
- Spracharkaden. Die Sprache der sephardischen Juden in Italien im 16. und 17. Jahrhundert. Heidelberg: Universitätsverlag Winter, 2006.
- Cosmos léxico – WortWelten (= Actas de la conferencia internacional sobre la lexicografía y lexicología románica, Paderborn 22-24 de octubre 2003). Frankfurt a. M. / Berlin / Bern: Peter Lang, 2006 (zus. m. Jutta Langenbacher-Liebgott).

### Beiträge (Auswahl)
- Juden in Venedig. Das Ghetto. In: La Serenissima. Die Geschichte Venedigs von der Völkerwanderung bis zum Massentourismus. Hrsg. in Zusammenarbeit mit DAMALS – Das Magazin für Geschichte. Darmstadt: wbg Theiss, 2022, S. 57–66.